# Короткая встреча (фильм, 1945)
«Короткая встреча» (англ. Brief Encounter) — кинофильм режиссёра Дэвида Лина по пьесе Ноэла Кауарда «Всё ещё жизнь» (Still Life). Классическая мелодрама о короткой любви замужней английской женщины, матери двоих детей, и женатого врача, повстречавшихся на вокзале. Мировая премьера ленты состоялась 26 ноября 1945 года. В фильме звучит Концерт № 2 Сергея Рахманинова.

## Сюжет
Лора Джессон и доктор Алек Харви случайно познакомились в буфете на Милфордском вокзале (эпизод, когда героине попадает в глаз соринка, а доктор вынимает её, стал практически хрестоматийным). Потом была ещё одна случайная встреча возле больницы, затем в кафе, в кино — и их обуревает сильное чувство. Они стали встречаться каждую неделю, зная, что долго так продолжаться не может.
Слоган фильма — «A story of the most precious moments in woman’s life!»

## В ролях
| Актёр            | Роль              |
| ---------------- | ----------------- |
| Селия Джонсон    | Лора Джессон      |
| Тревор Ховард    | доктор Алек Харви |
| Стэнли Холлоуэй  | Альберт Годби     |
| Джойс Кэри       | Миртл Бэгот       |
| Сирил Рэймонд    | Фред Джессон      |
| Эверли Грегг     | Долли Месситер    |
| Марджори Марс    | Мэри Нортон       |
| Маргарет Бартон  | Бэрил Уолтерс     |
| Сидни Бромли     | Джонни, солдат    |
| Валентайн Дайолл | Стивен Линн       |
| Айрин Хэндл      | виолончелистка    |
| Джек Мэй         | владелец лодки    |
| Ричард Томас     | Бобби Джессон     |

## Награды и номинации
- 1946 — Гран-при Каннского фестиваля.
- 1946 — премия Нью-Йоркского кружка кинокритиков за лучшую женскую роль (Селия Джонсон).
- 1946 — попадание в десятку лучших фильмов года по версии Национального совета кинокритиков США.
- 1947 — три номинации на премию «Оскар»: за лучшую женскую роль (Селия Джонсон), режиссуру (Дэвид Лин) и сценарий (Дэвид Лин, Энтони Хейвлок-Аллан, Рональд Ним).
- 1999 — второе место в списке 100 лучших британских фильмов за 100 лет по версии BFI.